# いしいひさいちのCNN
『いしいひさいちのCNN』は国際情勢をテーマにしたいしいひさいちの4コマ漫画である。なお、CNNは「コミカル・ニュース・ネットワーク」の頭文字である。
主に1990年から1995年の国際情勢が書かれている。

## 主な登場人物

### アメリカ合衆国
クリントン
アメリカの第42代目の大統領で小市民。いつも妻のヒラリーの尻に敷かれている。
ジョージ・H・W・ブッシュ
アメリカの第41代目の大統領。政権交代の際にクリントンに「困ったと思ったらとりあえずイラクを空爆しろ」とアドバイスをする。

### ロシア連邦
エリツィン
ロシアの大統領。いつもウォッカを飲んでいる。入院してしまった原因は禁酒したことで、エリツィンの飲むウォッカの消費はロシア経済上重要な地位を占める。ウォッカが飲めないとトルエンを吸いだす。

### 中華人民共和国
江沢民
中国共産党の総書記。鄧小平の病状に一喜一憂する日々を送る。毛沢東が華国鋒に言った遺言と同じことを言われて縁起でもないと悶絶することも。

### イラク
フセイン
イラクの大統領。クウェート国境への軍事行動の狙いは国連安保理の常任理事国入り。

### 朝鮮民主主義人民共和国
金正日
北朝鮮の総書記で映画オタク。金日成と同じ高さの銅像を建てさせたところ、台座が金日成像の倍の高さになっていて気を悪くする。